# Peter Peene
Peter Peene (Roeselare, 4 januari 1966) is een Belgisch voormalig voorzitter van het Davidsfonds.

## Levensloop
Hij studeerde klassieke filologie en werd op zijn 16e actief binnen het Davidsfonds. Hij was er achtereenvolgens voorzitter van de afdeling te Langemark, regionaal medewerker en stafmedewerker en ten slotte lid van het nationaal bestuur en raad van beheer. Daarnaast was hij tevens animator van Broederlijk Delen en Welzijnszorg. In 2001 volgde hij Fernand Vanhemelryck op als voorzitter van het Davidsfonds en bleef aan tot hij in 2016 werd opgevolgd door Danny De Raymaeker. In 2016 werd hij gelauwerd als ambassadeur voor de vrede.